# Sülyi Péter
Sülyi Péter (Budapest, 1950. augusztus 10. –) magyar dalszövegíró, dramaturg, rendező.

## Életrajz
A Budapesti Műszaki Egyetemen végez mérnök-tanárként. Közben 1971-től az Omega együttes szövegírója lesz. A Magyar Televíziónál mérnökként dolgozik, a '70-es végétől rendező-asszisztens, szerkesztő, dramaturg, forgatókönyvíró, majd 1987–94 között a Magyar Televízió Fiatal Művészek Stúdiójának művészeti vezetője lesz.
A '70-es, '80-as években kizárólag az Omega együttesnek és Kovács Katinak írt dalszövegeket.
Jelenleg a Neil Young Sétány (NYS) zenekar tagja.

## Diszkográfia

### Omega
| Év   | Album, kiadás           | Dal | Zeneszerző, társszerző |
| ---- | ----------------------- | --- | --- |
| 1971 | Kislemezek              | - Szomorú történet - 200 évvel az utolsó háború után | - Molnár György - Kóbor János - Molnár György - Kóbor János |
| 1972 | Élő Omega               | - Egy nehéz év után - Törékeny lendület - Omegautó - Emlék - Csenddé vált szerelem - Eltakart világ - Egy perc nyugalom - Varázslatos fehér kő                                          | - Mihály Tamás - Kóbor János - Molnár György - Kóbor János - Molnár György - Kóbor János - Mihály Tamás - Kóbor János - Mihály Tamás - Kóbor János - Omega                                                    |
| 1973 | Omega 5                 | - Hazug lány - A madár - Én elmegyek - A jövendőmondó - Járt itt egy boldog ember - Búcsúztató - Szvit                                                                                  | - Mihály Tamás - Kóbor János - Molnár György - Kóbor János - Molnár György - Kóbor János - Mihály Tamás - Kóbor János - Mihály Tamás - Kóbor János - Molnár György - Kóbor János - Mihály Tamás - Kóbor János |
| 1975 | Nem tudom a neved       | - Nem tudom a neved - Egyszemélyes ország - A bűvész - Az égben lebegők csarnoka - Mozgó világ - Huszadik századi városlakó                                                             | - Mihály Tamás - Kóbor János - Omega - Molnár György - Kóbor János - Molnár György - Kóbor János - Molnár György - Kóbor János - Benkő László - Kóbor János                                                   |
| 1977 | Időrabló                | - Napot hoztam, csillagot - Időrabló - Névtelen utazó - A könyvelő álma - Nélküled - Éjféli koncert                                                                                     | - Omega |
| 1978 | Csillagok útján         | - Metamorfózis I. - Metamorfózis II. | - Omega |
| 1981 | Az arc                  | - Életfogytig rock 'n roll - Kemény játék - Az arc - A nagy folyó - A fényképésznél - A holló - A fehér holló - Az üzenet - Tizenhat évesen - A mixer                                   | - Omega |
| 1982 | Omega XI                | - Ajánlott útvonal - Alvajáró - Kenyér és információ - Három csendes nap - Téli vadászat - Kötéltánc - Az utolsó óra - Szemközt a rózsaszínnel - Elengedett kézzel - A Hatalom Színháza | - Omega |
| 1986 | A Föld árnyékos oldalán | - A Föld árnyékos oldalán - Hallgatag szív - Vigyázz rám - Fekete pillangó - Holdfény-negyed - A Pénz - Az utolsó zöld levél - Computer-álom - Az árnyékember - Fekete doboz            | - Omega |
| 1995 | Trans and Dance         | - Levél - Poste restante | - Kóbor János |
| 1998 | Egy életre szól         | - Megszentelt világ - Ártatlan gyújtogatók - Isten tudja | - Molnár György - Benkő László - Molnár György |
| 2006 | Égi jel                 | - Meghívás – Fényből született lány - Végül ez a tangó - Egy új nap a teremtésben | - Kóbor János, Mihály Tamás - Molnár György - Kóbor János |

### Kovács Kati
| Év   | Album, kiadás             | Dal                                                                          | Zeneszerző   |
| ---- | ------------------------- | ---------------------------------------------------------------------------- | ------------ |
| 1975 | kiadatlan                 | - Hagyd nyitva az ajtót                                                      | - KonczTibor |
| 1975 | Intarzia                  | - Fémzene                                                                    | - KonczTibor |
| 1977 | Csendszóró                | - Unokahúgomnak az V/A-ba - Hé, srác! - A „Világ Mozgó” - Csendszóró - Búcsú | - KonczTibor |
| 1977 | kislemez                  | - Rock tanóra                                                                | - KonczTibor |
| 1978 | kiadatlan rádiófelvétel   | - Belépés nemcsak nyúlcipőben                                                | - KonczTibor |
| 1979 | kiadatlan                 | - Bolond világ                                                               | - KonczTibor |
| 1980 | Kovács Kati Tíz           | - Önmagam vagyok                                                             | - KonczTibor |
| 1985 | Szerelmes levél indigóval | - Élet a gyufásdobozban - Névtelen banda - Szerelmes levél indigóval         | - KonczTibor |
| 1985 | Kiadatlan                 | - Hibajegyzék                                                                | - KonczTibor |

## Díjak
- A Magyar Érdemrend lovagkeresztje (2022)[1]